# Nicolás Antonio
Nicolás Antonio (Sevilla, 28 de julio de 1617-Madrid, 13 de abril de 1684) fue un célebre erudito novator, iniciador de la Bibliografía española moderna.

## Familia
En el siglo XVI un Nicolás Antonio llegó desde Amberes a Sevilla y se casó con Ana de Gomar, que también era de Flandes.
En 1572 nació de este matrimonio otro Nicolás Antonio, que llegó a ser miembro del Consulado de Cargadores a Indias. Obtuvo en 1626 de Felipe IV la administración del Almirantazgo Real de la Corte de Andalucía y del Reino de Granada y figura, en 1622, como hidalgo en Dos Hermanas, desempeñando también, en Amberes, el cargo de juez y presidente de la Armada flamenca. Contrajo matrimonio con María Nicolás, hija a su vez de Jacques Nicolás, de Amberes, y Barbola Bernart, también flamenca.
El séptimo hijo de Nicolás Antonio y María Nicolás fue Nicolás Antonio Nicolás, nacido en 1617. Su hermana Beatriz se casó con José Diego Bernuy, marqués de Benamejí, y su hermana Antonia se casó con Francisco de Conique Antonio.

## Biografía
Nació en Sevilla el 31 de julio de 1617 y fue bautizado en la parroquia del Sagrario el 7 de agosto del mismo año.
Estudió Gramática, Artes Liberales y Teología en el Colegio de Santo Tomás, de los dominicos. Luego estudió Cánones en el Colegio de Santa María de Jesús.
En 1636 comenzó a estudiar Derecho en la Universidad de Salamanca. Uno de sus profesores aquí fue Francisco Ramos del Manzano, que más tarde fue nombrado conde de Francos, consejero de Felipe IV y maestro de Carlos II. Se graduó en 1639.
Tras terminar sus estudios regresó a Sevilla, donde se centró en visitar las bibliotecas de la ciudad y, sobre todo, la del Monasterio de San Benito.
En esta etapa comenzó la elaboración del Onomasticón de los 50 libros del Digesto. Esto implicaba recoger todos los personajes que aparecen en la recopilación de sentencias de los jurisconsultos romanos, que es parte del compilación de Justiniano. Cuando llevaba un tercio del trabajo paró al darse cuenta de que en 1579 ya había publicado una obra así Antonio Agustín y Albanell.
Entonces, animado por el abad benedictino Benito de la Serna, emprendió la tarea de su obra Bibliotheca Hispana.
El 28 de agosto de 1646 se le nombró caballero de la Orden de Santiago.
Entre 1652 y 1654 residió en Granada, donde estuvo en un pleito con acreedores de un pariente suyo, el mariscal de Alcalá del Valle José Diego de Bernuy y Mendoza. En 1654 se trasladó a Madrid.
El 8 de abril de 1655 la Escuela de Cristo de Madrid acordó permitir su entrada. El 6 de abril de 1656 fue nombrado nuncio de altar de esta institución. Los nuncios de altar se escogían entre personas modestas, caritativas y diligentes. Su función era cuidar del oratorio de la Escuela de Cristo y dar cuenta de si algún miembro caía en alguna falta grave pública o que pudiera resultar inconveniente. El 3 de septiembre de 1656 fue nombrado coadjutor del secretario de la Escuela de Cristo madrileña. El secretario por entonces era el sacerdote Juan de Muxica. Nicolás Antonio fue escogido como primer diputado seglar de la Escuela de Cristo de Madrid el 26 de abril de 1657.
En 1659 publicó en Amberes su trabajo De Exilio, sive de Exilii poena antiqua et nova, Exulumque Conditione et Juribus, Libri tres.
En 1659 fue a Roma como agente general del rey. El inquisidor general de España, Diego de Arce y Reinoso, le nombró también agente de la Inquisición. Posteriormente, el virrey conde de Peñaranda consiguió que fuese nombrado agente de España en Nápoles, el capitán general Luis de Guzmán Ponce de León consiguió que fuese nombrado agente de España en el ducado de Milán y el virrey Francisco Fernández de la Cueva y Enríquez de Cabrera consiguió que fuese agente de España en Sicilia.
En Italia pudo consultar libros vetados por la Inquisición española y realizó un fichero bibliográfico que, en buena medida, recogía los libros de su amplia biblioteca.
El cardenal Pascual de Aragón le ofreció un puesto de canónigo de la catedral de Toledo y permutó esta canonjía por otra en la catedral de Sevilla, con dispensa de residencia, el 22 de mayo de 1664. La renta que le correspondía por ser canónigo supuso una ayuda a su economía, mermada por la formación de su biblioteca.
En 1678 Carlos II le nombró fiscal del Real Consejo de Cruzada. Tomó posesión del cargo en enero de 1679. También se reincorporó a las actividades de la Escuela de Cristo de Madrid y asistió a las juntas de ancianos de la misma entre 1681 y 1684.
Falleció el 13 de abril de 1684. Fue enterrado en el Convento del Espíritu Santo de Madrid, que fue derribado en el siglo XIX.

## Su biblioteca
Según el primer biógrafo de Nicolás Antonio, Gregorio Mayans, su biblioteca tuvo más de 30 000 volúmenes y llegó a ser la segunda con más libros después de la del Vaticano. Sin embargo, si se realiza una comparativa de otras bibliotecas de personas e instituciones del siglo XVII con mayor poder adquisitivo la cifra parece exagerada.
En 1687 la biblioteca de Nicolás Antonio fue ofrecida por sus herederos al Colegio Real de los jesuitas en Salamanca. Entonces el jesuita Pedro Abarca realizó un informe sobre la misma. En él se decía que era una biblioteca con muchos volúmenes aunque muchos de sus títulos ya estaban en el Colegio Real, que muchos de los libros eran de asuntos de poca importancia, que gran parte de los libros estaban en francés e italiano, que muchas materias de los libros eran ajenas al colegio (como el Derecho Civil, Derecho Municipal, Medicina, Matemáticas, Matemáticas, Astrología, Poesía y de enseñanza de los idiomas griego y del hebreo), que había muchas historias concretas eclesiásticas y profanas de escaso interés para el colegio, que había muchos libros de Teología Moral pero que la mayoría de estos eran de escasa calidad o el colegio ya los tenía, que había poco de Teología Eclesiástica y que lo que había ya lo tenían en el colegio. Finalmente, el informe recomendaba no comprar la biblioteca. Se desconoce quién la terminó adquiriendo.
Hubo otros bibliófilos españoles posteriores, como Ambrosio José de la Cuesta y Saavedra (1653-1707), Andrés González de Barcia (1673-1743), Pablo Ignacio de Dalmases y Ros (1670-1718), José Finestres y de Monsalvo (1688-1767), Jaime Caresmar (1717-1801), Faustino Arévalo (1747-1824) y José Cevallos y Ruiz de Vargas (1724-1776).

## Obra

### LaBibliotheca Hispana

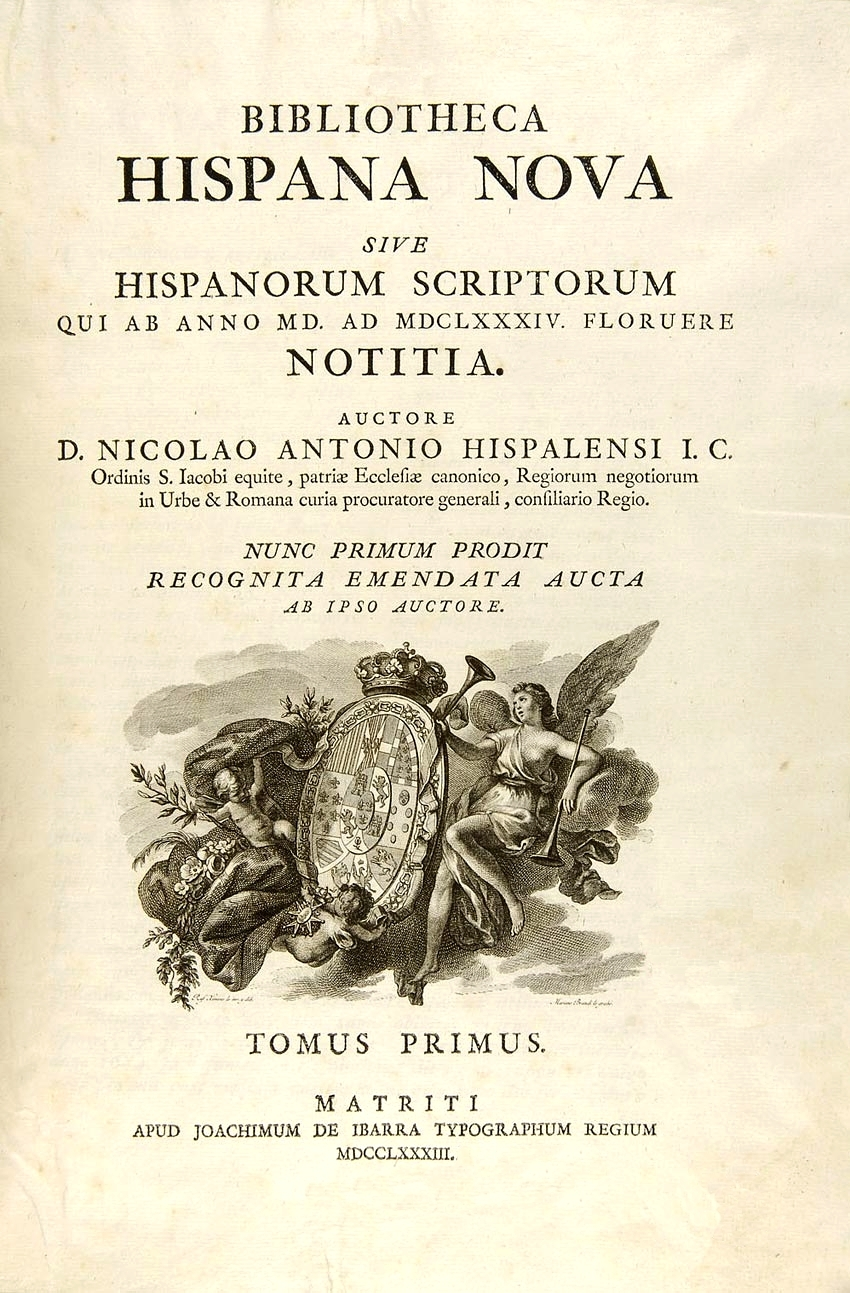
Portada de la edición de 1783 de Joaquín Ibarra de Bibliotheca hispana nova, obra de Nicolás Antonio.

En 1672 Nicolás Antonio publicó en Roma su obra Bibliotheca Hispana Nova, que trata de más de 8 000 escritores españoles de entre el año 1500 y el 1670 por orden alfabético. La segunda edición de esta obra fue en 1783 en Madrid por Joaquín Ibarra en dos tomos e incluye algunas notas que había dejado manuscritas el propio Nicolás Antonio sobre su trabajo. La segunda edición fue realizada en el seno de la Biblioteca Real, dirigida por entonces por Juan Manuel de Santander y Zorrilla. El diseño, grabado y fundición de los tipos de la segunda edición se realizó en el obrador de la Biblioteca Real con letrerías creadas expresamente para sus ediciones, que comprenden caracteres arábigos, hebreos, griegos y latinos realizados por Gerónimo Antonio Gil.
En 1696 se publicó póstumamente la Bibliotheca Hispana Vetus, que trata de 1569 autores desde la época del emperador Augusto hasta el año 1500. Fue el cardenal José Sáenz de Aguirre el que encargó al bibliotecario Manuel Martí revisar el manuscrito de Nicolás Antonio para esta edición. En 1788 el ilustrado Francisco Pérez Bayer sacó una segunda edición de esta obra, con un prólogo y un epítome con la vida de Nicolás Antonio. Esta segunda edición está en dos tomos, el primero abarcando desde Augusto hasta el año 1000 y el segundo desde aquel año hasta el 1500.
Las dos obras han sido traducidas al castellano: 
- Biblioteca Hispana Antigua o de los escritores españoles que brillaron desde Augusto hasta el año de Cristo de MD, trad. dir. G. de Andrés Martínez, M. Matilla Martínez. Madrid, Fundación Universitaria Española, 1998, 2 vols.
- Biblioteca Hispana Nueva o de los escritores españoles que brillaron desde el año MD hasta el de MDCLXXXIV, trad. dir. M. Matilla Martínez. Madrid, Fundación Universitaria Española, 1999, 2 vols.

### Censura de historias fabulosas
En el siglo XVI el jesuita Jerónimo Román de la Higuera sacó a la luz unas crónicas falsas. El obispo de Segorbe, Juan Bautista Pérez Rubert, desmontó las falsedades de Higuera pero murió en 1597 sin poder impedir que la mentira se extendiese. Nicolás Antonio había escrito contra estas falsedades pero no publicó nada de eso en vida.
La sólida erudición de Nicolás Antonio le hizo desconfiar de los falsos cronicones, escribiendo sobre esto su Censura de historias fabulosas. Este trabajo fue publicado por primera vez por el novator Gregorio Mayáns y Siscar en Valencia en 1742.
En el siglo XVIII Enrique Florez también se dedicó a desmentir para la gran mayoría las historias falsas de Annio de Viterbo, Jerónimo Román de la Higuera o Antonio Lupián Zapata.

### Otras obras
En 1659 se publicó en Amberes su obra De Exilio, sive de Exilii poena antiqua et nova, Exulumque Conditione et Juribus, Libri tres.
Gregorio Mayans también habla de que Nicolás Antonio escribió otra obra, no publicada, que tituló Libertus, seu de Libertis Tractatus.
Nicolás Antonio también empezó a escribir dos obras que no terminó ni publicó: Hermes Biblicus (de diferentes materias) y Series historicum, tam graecorum, quam latinorum, qua omnes eorum Historiae secumdum aetates rerum gestarum inibi contetarum Chronogicé recensentur, et quasi uno atque eodem tenore una ataque eadem Historia ex innumeris compaginatur.

## Retratos
Existen cuatro imágenes de Nicolás Antonio del siglo XVIII: una es un dibujo de su cabeza anónimo; otra es un grabado a buril que en el ángulo inferior izquierdo tiene escrito "Ferd. Selma delin et sculp." y que ilustró la edición de la Bibliotheca Hispana Vetus de 1788; otra es una estampa del proyecto Retratos de españoles ilustres iniciado en 1789 dibujada por Esteve y grabada por M. Brandi; y, finalmente, otra es un retrato realizado por Domingo Martínez que se encuentra en la casa consistorial de Sevilla.